# Şişli
Şişli (pronunciat Xixli) és un districte d'Istanbul, Turquia, situat en la part europea de la ciutat. Limita amb el districte de Beşiktaş a l'est, amb Sarıyer al nord, amb Eyüp i Kağıthane a l'oest i amb Beyoğlu al sud.
Fins al segle xix Şişli era camp obert, on es duien a terme activitats recreatives així com agrícoles i de caça. Durant els darrers anys de l'Imperi Otomà i els primers anys de la República de Turquia es va convertir en un districte residencial per a la classe mitjana. Actualment l'elit benestant que vivia al centre de Şişli s'ha traslladat a altres zones d'Istanbul, de manera que els grans edificis de les àmplies avingudes ara els ocupen bancs, oficines i botigues.
Al districte es troba el Türk Telekom Arena, l'actual estadi on juga el Galatasaray Spor Kulübü.

## Divisions administratives
Şişli està dividit en 28 mahalleler:
- 19 Mayıs
- Ayazağa
- Bozkurt
- Cumhuriyet
- Duatepe
- Ergenekon
- Esentepe
- Eskişehir
- Feriköy
- Fulya
- Gülbahar
- Halaskargazi
- Halide Edip Adıvar
- Halil Rıfat Paşa
- Harbiye
- Huzur
- İnönü
- İzzetpaşa
- Kaptanpaşa
- Kuştepe
- Mahmut Şevket Paşa
- Maslak
- Mecidiyeköy
- Şişli (centre)
- Meşrutiyet
- Paşa
- Teşvikiye
- Yayla.

A més, algunes mahalleler se subdivideixen en barris:
Bomonti  ·  Çağlayan  ·  Çiftecevizler  ·  Elmadağ  ·  Gülbağ  ·  Kurtuluş  ·  Nişantaşı  ·  Okmeydanı  ·  Osmanbey  ·  Pangaltı  ·  Seyrantepe  ·  Sıracevizler  ·  Topağacı  ·  Zincirlikuyu